# Thomas Thorstensen
Thomas Thorstensen (Noruega, 18 de mayo de 1880-18 de junio de 1953) fue un gimnasta artístico noruego, campeón olímpico en Estocolmo 1912 en el concurso por equipos "sistema libre".

## Carrera deportiva
En las Olimpiadas celebradas en Estocolmo (Suecia) en 1912 consigue el oro en el concurso por equipos "sistema libre", quedando situados en el podio por delante de los finlandeses (plata) y los daneses (bronce), y siendo sus compañeros de equipo los gimnastas: Isak Abrahamsen, Hans Beyer, Hartmann Bjørnsen, Alfred Engelsen, Bjarne Johnsen, Sigurd Jørgensen, Knud Leonard Knudsen, Alf Lie, Rolf Lie, Tor Lund, Petter Martinsen, Per Mathiesen, Jacob Opdahl, Nils Opdahl, Bjarne Pettersen, Frithjof Sælen, Øistein Schirmer, Georg Selenius, Sigvard Sivertsen, Robert Sjursen, Einar Strøm, Gabriel Thorstensen y Nils Voss.